# Tanır
Tanır (früherer Name Tanur, byzantinisch Ptandaris) war bis 2012 eine Gemeinde im Bezirk Afşin der türkischen Provinz Kahramanmaraş. Seit einer Gebietsreform ist Kahramanmaraş eine Büyükşehir Belediyesi (Großstadtkommune) und Tanır ist ein Ortsteil des Bezirkszentrums Afşin. Der Ort liegt 20 Kilometer nördlich von Afşin und etwa 95 Kilometer nördlich der Provinzhauptstadt. Durch die Siedlung fließt der Hurman Çayı, der im Süden in den Ceyhan mündet. Durch den Ort verläuft von Süden nach Norden eine Verbindungsstraße von Afşin nach Sarız. Nordwestlich des Ortes liegen die Ausläufer des Gebirges Binboğa Dağları.
In der Region Yugarı Boğazı (Obere Schlucht) im Nordosten von Tanır ist am Westufer des Hurman die späthethitische Felsinschrift von Tanır in eine steile Felswand eingraviert. Etwa zehn Kilometer nordwestlich liegt über dem Fluss die Festung Hurman Kalesi.